# Spodnji Tuštanj
Spodnji Tuštanj – wieś w Słowenii, w gminie Moravče. W 2018 roku liczyła 125 mieszkańców.